# Виакер, Берит
Берит Виакер (нем. Berit Wiacker, 15 июня 1982, Дуйсбург) — немецкая бобслеистка, разгоняющая, выступает за сборную Германии с 2002 года. Трёхкратная чемпионка Европы, дважды чемпионка мира в смешанной программе по бобслею и скелетону, неоднократная победительница различных этапов Кубка мира. Несмотря на обилие титулов и наград, ни разу не выступала на Олимпийских играх. Прежде чем перейти в бобслей, на профессиональном уровне занималась лёгкой атлетикой.

## Биография
Берит Виакер родилась 15 июня 1982 года в городе Дуйсбург, федеральная земля Северный Рейн-Вестфалия. С юных лет увлеклась спортом, активно занималась лёгкой атлетикой, в частности, бегала на дистанции 100 м с барьерами. В 2000 году удостоилась в этой дисциплине звания чемпионки Баварии, попала в юниорскую сборную страны, однако после смены тренера у неё наступил период стагнации, когда развитие спортсменки прекратилось, и сколько-нибудь значимые результаты перестали появляться. Чтобы выйти из сложившейся кризисной ситуации, в 2002 году Виакер решила попробовать себя в бобслее, прошла отбор в национальную команду Германии и присоединилась к ней в качестве разгоняющей.
Первое время выступала в паре Катлин Мартини, в сезоне 2003/04 они дебютировали в Кубке мира, на этапе в американском Лейк-Плэсиде сразу же показали третье время. Тем не менее, в следующем году Виакер присоединилась к экипажу ведущей немецкой рулевой Сандры Кириасис — вдвоём они были первыми на большинстве этапов и в итоге стали обладательницами Кубка. При этом спортсменка постоянно вынуждена была конкурировать с другими разгоняющими, главными её соперницами в тот период являлись Аня Шнайдерхайнце и Роми Логш. В 2006 году Берит Виакер одержала победу на нескольких кубковых заездах, но на Олимпийские игры в Турин из-за высокой конкуренции пробиться не смогла.
На мировом первенстве 2007 года в швейцарском Санкт-Морице завоевала золотую медаль в смешанных состязаниях по бобслею и скелетону, в следующем сезоне на домашнем чемпионате в Альтенберге повторила это достижение, кроме того, выиграла программу двухместных экипажей на первенстве Европы. В 2009 году завоевала уже второе в своём послужном списке золото континентального чемпионата, однако на Олимпиаду в Ванкувер вновь не попала. Год спустя на чемпионате мира в Кёнигсзее немного не дотянула до призовых мест, их с Кириасис экипаж финишировал четвёртым, зато взяла ещё одно золото чемпионата Европы. В 2012 году на мировом первенстве в Лейк-Плэсиде пополнила медальную коллекцию серебром смешанной бобслейно-скелетонной программы, тогда как в традиционных женский двойках не участвовала вовсе, уступив место разгоняющей Петре Ламмерт. Помимо занятий спортом Берит Виакер также служит в немецкой полиции.